# نوكيا 113
نوكيا 113 هو هاتف محمول من نوكيا يعمل بنظام سيمبيان تم الكشف عنه عام 2012، تم طرحه في الأسواق في سبتمبر / 2012.

## الخصائص
- نظام التشغيل: سيمبيان
- الكاميرا الأمامية: لا يوجد
- الكاميرا الخلفية: VGA وبدقة وضوح 640*480 بيكسل
- الوزن: 77 جرام
- التخزين الداخلي: 16 ميجا بايت

## التوفر
يتوفر بالألوان: الأسود والأخضر و السيان